# Victoria
Victoria（ヴィクトリア、Vic）は、スウェーデンのゲーム会社パラドックスインタラクティブが発売している歴史シミュレーションゲームのシリーズ。19世紀から20世紀初頭を舞台とする。

## 解説
Victoriaはヴィクトリア朝の始まりから第一次世界大戦までの帝国主義全盛の時代を扱っており、1836年から1935年まで（一作目は1920年まで）の期間で、プレイヤーは当時存在していた国（独立勢力）の中の一つを選んでプレイすることになる。富国強兵を図り、自国を最大の列強国とすることが目標であるが、そういったことに囚われないプレイも可能である。Europa Universalis (EU) シリーズと同じゲームエンジンを採用しており、同様に歴史的な出来事を歴史イベントという形で再現している。ゲーム内の時間スケールは1日単位で各国が同時に行動するが、セミリアルタイム方式が採用されており適宜時間を止めて指示を出すことができるため、リアルタイムストラテジーゲームのようなアクション性はない。

### 他のシリーズと比べての特徴
他の歴史シミュレーションゲームに比べて、経済と政治、国内の管理に重点が置かれている。公式の開発日記にて、「Victoria は戦争ゲームやマップの塗り絵をするゲームではない」と述べているように、軍事要素はやや控えめで、あくまで政治や外交の延長線として位置づけられている。このゲームに明確な目的やゴールはないが、政治、経済や国威に関する様々な実績達成条件が設定されており、それらをクリアするのがひとまずの目標となる。これらは国家によって異なり、特定の領土を征服する軍事的な目標もあれば、世界経済の大半を自国のGDPで占める経済的な目標、はたまた、成立が非常に困難な（たちまち反乱が起きて国家が転覆するような）法律を制定したり、国民の生活水準を劇的な水準に引き上げる内政的な目標、特定の工業製品のシェアで世界一となる生産的な目標、これらを複合的に達成する高難易度の目標など、実績達成条件は非常に多岐にわたる。プレイヤーは限られた期間の中、経済、政治、軍事のあらゆる手段を使って、これらの目標を達成することになる。
世界の国々は欧米の文明国とそれ以外の非文明国に明確に区別されており、その間には大きな差がつけられている。この「文明」の概念は当時の世界の趨勢にあわせヨーロッパを中心としたものになっており、クラクフ共和国のように文明国でも弱小という国もあれば、清のように非文明国だが大国という国もある。歴史イベント（例えば明治維新）や、一定の工業力などの条件を満たすことで非文明国から文明国となることも可能だが、基本的には非文明国は文明国に征服（併合・割譲）され、植民地とされる対象である。また、植民地は、無主の地として扱われるアフリカやオセアニアに植民施設を建設することでも設立される。
国威 (Prestige) という要素があり、この値と工業力 (Industry) ・軍事力 (Military) から、自国の国家ランクが定まる。国威は、戦争での勝利や植民地の設立、文化の発明などにより上昇し、敗戦や自国からの宣戦布告により低下する。
国民はPOPという国民を1～10万人でまとめたユニットとして扱われる。POPはVictoriaの時代の国民国家の形成という概念を象徴するシステムである。個々のPOPは民族（文化）や宗教、政治主張、それに鉱山労働者や兵士、工員、資本家など階級を属性として持っている。プレイヤーはPOPの階級を変えること以外には直接にほとんど干渉できない。プレイヤーは政策を通してPOPへ間接的に干渉する。たとえば国民に選挙権を与えている国では、数年ごとの選挙でPOPにより政権政党（派閥）が選ばれる。政治意識の高いPOPは参政権の与えられていない国では闘争性を高め、反乱を起こすことがある、などである。またPOPは失業が長く続いているなど、環境によってはほかの地域へ移動することがある。それにより20世紀初頭の大量移民も表現されている。
軍事面では、常備軍に加えて予備役を編成し、総動員を行うことができる。予備役は、非動員時は工員などのPOPであり、動員されている間だけ歩兵ユニットとなる。予備役で構成されたユニットが疲弊すれば、それを構成する元の労働者POPも疲弊する。経済面では、農場や工場からの生産品を輸出することで、利益を得ることができる。また、工場で必要な原材料が自国で産出されなければ、輸入をすることになる。
Victoriaでは、工場を稼動させるにも軍を編成するにもPOPが必要であるため、人口が最も重要な要素となっている。また、自国と同じ文化に属していないPOP（すなわち占領地や植民地の住民、あるいは移民）は生産、動員などに関する効率が悪い。そのため民族の概念が次いで重要である。

## ゲームの世界

### 産業革命と工業化
Victoriaが演出する時代は産業革命の時期でもあり、文明国である欧米諸国を中心に世界は工業化への道を歩むことになるが、ゲーム中においてはプレイヤーやAIが指揮する各国が自ら工場を建てたり、RGO (Resource Gathering Operation) と呼ばれる農業や鉱業にPOPを投入したり拡張を行ったり、あるいは鉄道を敷設して地域（プロヴィンス）生産効率を向上させたりすることでこれを演出している。工業化の進展は「工業力」として数値化され順位付けに影響されるうえ、工業製品がなければ陸海軍の増強や工場・鉄道の建設ができないため、各国は自国の工業力を増やすことに鎬を削ることになる。工場は全て原材料を加工するが、国内での完全自給ができない場合でも「世界市場 (World Market)」から資源を購入することが出来る。

### 世界市場 (World Market)
自国で生産された資源や工業製品のうち、国家がストックしない余剰分はすべて世界市場で流通することになる。世界市場は、それに対して自国の資源や工業製品を流通させる（売る）ことは自由だが、購入に際しては国家ランクが上の国が優先されるという規則があるため、全ての国の需要を満たす生産量がない製品や希少な資源を安定して確保できるのは一部の上位国家に限られる。資源不足が起こるとその資源を利用する工場が操業停止に陥るほか、軍の編成などの際に必要な資源を得られないことにも繋がる。そのためにも自国の順位を上げるために国威を獲得し、また戦争に勝つために軍事力を強化することがゲームの鍵となる。
しかし、このシステムでは市場が1つしか存在しないため、史実において1930年以降に実施されたブロック経済をシミュレートすることは出来ない。これは、Victoriaが主に19世紀を扱うゲームだからであろう。また、序盤も威信と原料の輸出国さえあれば原料を輸入して加工貿易の形で国家を運営できるため、原料や消費地として植民地を求めるという史実の帝国主義政策ではなく、CPU国が定められたAIに記載された地域へ植民を行うという形で植民地政策が描かれる。
また、各国は独自の市場開発も可能である。大国の市場に入れば資源が手に入りやすくなり発展しやすい。

## シリーズ作

### Victoria
第一作目。Victoria: An Empire Under the Sunのタイトルで2003年11月21日にWindows用PCゲームとして発売された。日本ではサイバーフロント社より2004年12月3日に『ヴィクトリア 太陽の沈まない帝国 完全日本語版』として発売されている。

#### Victoria: Revolutions
Victoriaの拡張パック。2006年8月17日にダウンロード販売で発売。同年9月27日よりパッケージ版の販売も開始されている（2006年12月現在、公式サイトの通信販売限定）。日本では2007年6月8日に『ヴィクトリア レボリューション 完全日本語版』として発売されている。
ゲーム期間が1935年まで延長されており、ソ連の成立、ファシズムの台頭など、史実における戦間期の世界がプレイできるようになる。システム面でも大きく手が加えられ、政権政党がゲームプレイに与える影響が大きくなり、たとえば政権与党がレッセフェールを採用している場合はプレイヤーが鉄道や工場を建設できず、資本家POPが自動的に建設するほか、少数派の権利に否定的であれば異民族POPの階級を変更できない、などの違いが見られる。また、Hearts of Iron II:Doomsday
へのデータ引継ぎが、公式にサポートされた（Victoria単体ではMODを使わなければ引継ぎできなかった）。

### Victoria II
第二作目で2010年8月13日に発売。日本ではサイバーフロント社より2011年1月28日に『ヴィクトリア2 完全日本語版』として発売されている。ゲームエンジンがEU3由来のクラウゼヴィッツエンジンへと更新されており、グラフィックの3D化やシステムの改良が図られるとともに、歴史イベントによる史実重視の進行から、シミュレーションによる架空の歴史を築いていく形へと改められている。

#### Victoria II: A House Divided
Victoria IIの拡張パック。2012年2月2日に発売。日本では2012年4月6日に『ヴィクトリア2 ハウス・ディヴァイデッド 完全日本語版』として発売されている。南北戦争の年代から始まるシナリオの追加や、システム・インタフェースの改良が図られている。

#### Victoria II: Heart of Darkness
Victoria IIの拡張パック第二段。2013年4月16日に発売。日本では2013年7月26日に『ヴィクトリア2 ハート・オブ・ダークネス 完全日本語版』として発売されている。国際危機といったイベントの追加や、その他システム・インタフェースの改良が図られている。

### Victoria 3
第三作目で2022年10月26日に発売。本作からはパラドックス社より日本語も対応した多言語バージョンが提供されている。前作と比べて経済、外交、戦争システムが異なっていることが特徴である
Victoria 3:sphere of influence
Victoria 3の拡張パック。2024年6月25日に販売。陣営のカスタマイズや国外投資システム。中央アジアをめぐるイギリスとロシアの競争であるグレートゲーム関連の新しいイベントやジャーナル記事が公開。また、従属国に対する新たなイントロダクションや、外国による自国の資産を国有化するなどの手段が追加された。
Victoria 3: Pivont of Empire
Victoria 3の拡張パック。2024年11月21日に販売された。インドのシナリオが追加され、多くの歴史的要素が追加された。この拡張パックでインドの文化を元にした新たなペーパーマップを表示できるようになった。
Victoria 3: Charters of Commerce
Victoria 3の拡張パック。2025年6月17日に発売された。企業が外国で投資を行ったり、植民地設立を許可できるようにしたり、企業に独占権を付与したりすることができる。またアップデートで追加された条約システムの拡張も追加され、経済や外交の幅が大きく広がった